# John Mawe
John Mawe (Derbyshire, 1764 – Londres, 26 de outubro de 1829) foi um mineralogista britânico.
Escreveu mais de dez trabalhos sobre mineralogia e geologia. Sua principal obra é On a Gold Mine in South America, que se encontra na biblioteca da London Geological Society. A primeira edição data de 1812: 368 páginas com nove estampas, uma delas colorida. A obra despertou grande interesse e em nove anos foi lançada a segunda edição inglesa. Nos Estados Unidos foram feitas duas tiragens e também foi traduzida para o francês, italiano, neerlandês, sueco, alemão, russo e português (tradução de Solena Benevides Viana, edição de Zelio Valverde, Rio de Janeiro, 1944.
Durante 15 anos empreendeu viagens marítimas. Ao final do século XVIII explorou muitas das minas da Inglaterra e da Escócia, colecionando amostras de minérios para o rei da Espanha.
No mês de agôsto de 1804 partiu para o rio da Prata. Nesta viagem chegou a Cádis quando irrompeu a guerra entre Inglaterra e Espanha. Em março de 1805 foi para Montevidéu, onde foi preso acusado de espionagem a favor da Inglaterra. Passou por Buenos Aires e retornou a Montevidéu onde fretou um barco com o qual em direção ao norte escalou por vários portos do Brasil, entre os quais o da ilha de Santa Catarina. Foi recebido no Rio de Janeiro por D. João VI, de quem obteve autorização para visitar as jazidas de diamantes de Minas Gerais e do interior entre 1809 e 1810.
Retornou a Londres em 1811, e abriu uma loja na margem do rio Tâmisa, próximo à Somerset House. Quando da sua morte em 1829 foi colocada uma lápide em sua memória na igreja de Castleton, em Derbyshire. O negócio ao qual deu início teve continuidade sob a direção de James Tennant.

## Obra
- Travels in the Interior of Brazil, particularly in the Gold and Diamond Districts of that Country, traduzido como Viagens pelo interior do Brasil, particularmente nos distritos de ouro e diamantes daquele país, publicado em 1812.